# Lampyris brutia
Lampyris brutia là một loài bọ cánh cứng trong họ Đom đóm (Lampyridae). Loài này được A. Costa miêu tả khoa học năm 1882.